# Королевские корги

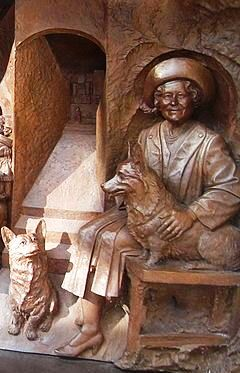
Бронзовый памятник королеве — консорту Елизавете с двумя корги на Мэлл работы Пола Дея

Королевские корги — собаки породы вельш-корги-пемброк, принадлежащие бывшей королеве Великобритании Елизавете II и её родителям, королю Георгу VI и королеве-консорту Елизавете. Елизавета II с детства увлекалась собаками этой породы, и с 1952 года, когда взошла на трон, владела более чем тридцатью корги.
Королевские корги известны во всём мире и часто изображаются в произведениях искусства. Корги запечатлён на монете, выпущенной в 2002 году в честь 50-летия коронации Елизаветы II. В 2019 году вышел фильм «Королевский корги», посвящённый её собакам.

## История

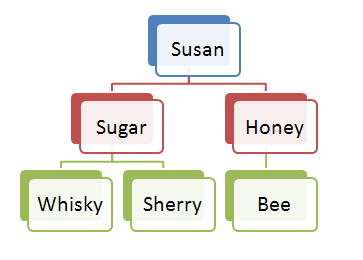
Первые три поколения королевских корги, начиная от Сьюзен

Будущая королева Елизавета II с детства любила корги, впервые увидев собак этой породы у детей Томаса Тайна, 5-го маркиза Бата. В 1933 году король Георг VI привез домой первого корги в королевской семье — Дуки. Фото десятилетней принцессы Елизаветы, сфотографированной с Дуки в Балморале, находилось в фотоальбоме Георга VI. Елизавета и её сестра, принцесса Маргарет, кормили Дуки с рук, набирая корм из тарелки, которую держал слуга. Ещё одна собака, появившаяся в то же время, носила кличку Джейн.
Мать Елизаветы II, в то время королева Елизавета, ввела для собак строгий режим. У каждой была собственная плетёная корзина, приподнятая над полом, чтобы уберечь их от сквозняка. Корм для каждой собаки подавался в отдельной миске, диета была одобрена ветеринарными экспертами, объедки с королевского стола исключались. Утром собаки получали фирменное мясное собачье печенье, а послеобеденная кормёжка состояла из собачьей еды с соусом. По случаю праздников и в качестве награды корги получали дополнительные печенья.
Крекерс (24 декабря 1939, Виндзор — ноябрь 1953) был одним из корги королевы-матери Елизаветы и почти постоянным её спутником. Вместе с овдовевшей Елизаветой он переехал в замок Мэй в Шотландии. В 1944 году принцессе Елизавете на 18-летие подарили Сьюзен. Собака сопровождала её в медовый месяц в 1947 году. Корги, принадлежащие королеве Елизавете II, являются потомками Сьюзен. В начале 1950-х годов королеве принадлежала Розавел Сью, дочь международного чемпиона по кличке Розавел Лаки Страйк.
С момента коронации у королевы Елизаветы II жило более тридцати корги.
Любовь королевы к корги и лошадям широко известна во всех владениях Великобритании. Например, когда в 1983 году Елизавета II и принц Филипп посетили Большой Кайман, чиновники подарили ей чёрные коралловые скульптуры корги и лошади, выполненные Бернардом Пассманом.

## Жизнь во дворце
Собака Шугар была нянькой принца Чарльза и принцессы Анны. В 1955 году королева неожиданно преподнесла принцу и принцессе в подарок на Рождество её щенков, Виски и Шерри. Вместе с королевской семьёй Шугар попала на обложку The Australian Women Weekly 10 июня 1959 года. Сестра Шугар, Хани, принадлежала королеве-матери. Хани гуляла вместе с Джонни и Пиппином, корги принцессы Маргарет, когда принцесса жила в Букингемском дворце. Хизер родилась в 1962 году и стала одной из любимиц королевы. У Хизер родились Тайни, Буши и Фокси. У Фокси в 1969 году родилась Браш.
Королевские корги жили в специально отведённой для этого комнате, известной как Комната корги, и спали в приподнятых над полом плетёных корзинах. Королева сама ухаживала за корги в своем питомнике. Она также отбирала кобелей-производителей, которых там выращивали. Корги питаются блюдами из обширного меню, в которое входят свежая крольчатина и говядина, а приготовлением занимается повар. На Рождество королева дарила собакам подарки: игрушки и лакомство. В 1999 году один из лакеев королевы был уволен из Букингемского дворца за то, что «добавил спиртное в пищу и воду корги» и наблюдал за тем, как они ходили зигзагами.
В 2007 году у Елизаветы II было пять корги: Монти, Эмма, Линнет, Уиллоу и Холли. Помимо корги у королевы было пять кокер-спаниелей: Бисто, Оксо, Флеш, Спик и Спан — и четыре гибрида таксы и корги: Сайдер, Берри, Вулкан и Кэнди. Монти, Уиллоу и Холли участвовали в церемонии открытия летних Олимпийских игр 2012 года в Лондоне, когда Дэниел Крейг в роли Джеймса Бонда прибыл в Букингемский дворец, чтобы сопровождать королеву на мероприятие. Монти, который ранее принадлежал королеве-матери, и один из гибридов таксы и корги умерли в сентябре 2012 года. Монти был назван в честь Монти Робертса, инструктора конного спорта и друга королевы. В ноябре 2012 года сообщалось, что королеве принадлежат два корги, Уиллоу и Холли; и два гибрида таксы и корги, Кенди и Вулкан. В июле 2015 года было объявлено, что королева прекратила разводить корги, поскольку не хотела, чтобы собаки пережили её смерть. Монти Робертс просил Елизавету продолжать разведение корги, но она ответила, что «не желает оставлять после себя молодых собак» и хочет положить конец этой практике.
По состоянию на апрель 2018 года, после смерти Уиллоу, у королевы больше не осталось чистокровных корги. В живых оставались два гибрида таксы с корги, Вулкан и Кенди.
Королевских корги традиционно хоронят в месте смерти — в королевской резиденции, расположенной в Сандрингемском дворце в Норфолке. Впервые захоронение там было сделано по приказу королевы Виктории после смерти её колли Нобл в 1887 году. В 1959 году королева Елизавета II похоронила здесь Сьюзен, создав небольшой участок для захоронения своих питомцев. Однако Монти был похоронен в поместье Балморал.

## Нападения собак
Корги несколько раз кусали саму королеву и придворных. В 1954 году Сьюзен укусила королевского часовщика Леонарда Хаббарда, когда тот пытался войти в детскую комнату Роял-Лодж. В том же году один из корги королевы-матери покусал полицейского в Лондоне.
В 1968 году член лейбористской партии Питер Доиг потребовал установить у замка Балморал табличку «Осторожно, злая собака» после того, как один из корги укусил почтальона. В феврале 1989 года стало известно, что королевская семья наняла зоопсихолога для усмирения собак после того, как те начали регулярно кусать их и прислугу. В 1989 году собака королевы-матери, Рейнджер, возглавила стаю корги и убила Чиппера, любимую собаку королевы, гибрид таксы и корги. В марте 1991 года королева попыталась разнять свару корги и получила укус, на рану наложили швы. Собаки покусали и шофёра королевы, Джона Коллинза, который также пытался вмешаться; впоследствии ему пришлось сделать прививку от столбняка. В 2003 году Фароса, потомка Сьюзен в десятом поколении, пришлось усыпить после того, как его искалечила одна из собак принцессы Анны. Анна приехала в Сандрингемский дворец, чтобы навестить мать на Рождество, и корги выскочили из парадной двери ей навстречу. Сообщалось, что «Фаросу покусали задние лапы и сломали кость в трёх местах». Изначально сообщалось, что травмы Фаросу нанесла Дотти, английский бульдог, однако позже выяснилось, что это сделала бультерьер по кличке Флоренс.

## Влияние
Королевские корги известны во всем мире и связаны с образом королевы Елизаветы II. Их часто изображают в произведениях искусства. В честь 50-летнего юбилея правления королевы была выпущена монета из медно-никелевого сплава диаметром 33 мм с изображением королевы и корги.
Королевские корги стали главными героями анимационного комедийного фильма бельгийской студии nWave Pictures «Королевский корги», вышедшего в 2019 году.